# Skraldemand
En skraldemand eller renovationsarbejder er en person der erhvervsmæssigt indsamler affald. Navnet skraldemand kommer fra gammel tid af at vedkommende svingede med en stor skralde, så folk kunne høre ham og aflevere affald til ham. Den officielle betegnelse for en skraldemand er i dag renovationsarbejder.
Da man begyndte at indsamle andre affaldstyper end latrinspande, foregik det normalt ved at en mand svingede med en skralde for at signalere at nu skulle folk komme med deres affald, så det kunne komme med på vognen. Deraf kommer navnet. Blandt andet det københavnske R98 har endnu skralden i firmalogoet.
Til forskel fra latrinspandene, der blev tømt om natten af natmænd (natrenovation), blev det øvrige affald indsamlet om dagen (dagrenovation). Visse steder var det den samme person der udførte begge hverv.
En dansk skraldemand havde i 2012 en gennemsnitlig månedsløn (med tillæg og pension) på cirka 31.500 kroner, og Danmark havde godt 2.000 fuldtidsbeskæftigede skraldemænd.